# 日清製菓
日清製菓（にっしんせいか）は、
1. 1923年に創業して2002年に清算した会社。ビスケット菓子「バターココナツ」を製造販売した。
2. 上記の元役員が設立して2006年に「日清製菓」に商号を変更した会社。「バターココナツ」を輸入販売する。

両社は、「ココナッツサブレ」を製造して販売する日清食品グループの日清シスコ、日清オイリオグループ、日清製粉、日清医療食品、と関わりがない。
本項は「日清製菓」と「バターココナツ」について記する。

## 日清製菓（1）
日清製菓株式会社 (Nissin Confectionery Co., Ltd.) は1923年に創業した会社で、登記の本店を神奈川県横浜市に置いた。原料の小麦粉を日清製粉から仕入れたことから社名を「日清」とした。
1966年に発売したビスケット菓子「バターココナツ」が好評を得て「一時代を築いた」と評される。のちに東南アジアへ販路を広げた。
1984年に中華人民共和国（中国）で合弁企業を設立して工場を設け、静岡県三島市から生産を移行し、台湾やタイでも現地企業と提携して工場を開設した。
バブル景気時代に事業を拡大するが景気低迷後に負債となる。1990年代に、日本国内で販売する菓子を上海工場から輸入に切り替え、中国の関連企業は中国へ本格進出を図る江崎グリコから出資を受けるなど、対策した。上海の企業は1999年にグリコの完全子会社となる。
2002年に特別清算して倒産した。倒産時の商号は「ワールドフーズ」。
「バターココナツ」の商標と営業権はインドネシアのガジャトンガル（Gajah Tunggal、略称GT）グループへ譲渡され、中国で生産が継続された。

## 日清製菓（2）
日清製菓株式会社（にっしんせいか、英語名: Nissin Confectionery〈JAPAN〉 CO., LTD.）は、静岡県沼津市に存在する会社。ビスケット菓子「バターココナツ」などを輸入して販売する。
2003年にガジャトンガル・グループのシンガポール子会社サニーデライト社は、日本法人として「サニーデライト株式会社」を設立し、製品を日本へ輸入して発売した。清算された日清製菓株式会社（1）の役員であった渡辺和義が社長に就いた。
2006年に「日清製菓株式会社」へ商号を変更した。休眠会社となっていた日清製菓（1）を復活させた、と記す者も見られる。
2007年時点で上海市に「日清製菓上海工場」があり、ガジャトンガルの資本で経営されている。上海工場の「上海日清製菓」は、日清製菓（1）と中国の合弁企業であったがのちに経営権をガジャトンガルへ売却した。サニーデライト社の運営となったのちに「日清製菓」ブランドを復活させた。日清製菓（1）時代から生産を担当した技術者を工場へ派遣し、生産技術を継承している。

## バターココナツ
「バターココナツ」は、日清製菓（1）が1960年代から製造して販売したビスケット菓子。2002年に日清製菓（1）が倒産して日本市場から消えたが、現在は、商標権を引き継いだガジャトンガル・グループが生産を継続し、日清製菓（2）が輸入販売している。
「重みのあるサクッとした食感」のビスケットと「軽い食感でサクサクした歯ごたえ」のクラッカーの中間を企図して開発した。モンドセレクション国際優秀品質賞を受賞したことを強調して販売し、日本で「モンドセレクション」の知名度を向上させた商品の一つである。1966年から1969年まで3年連続で金賞となり国際優秀品質賞を得て、パッケージにメダルを表記した。1960年代から1970年代にかけて販売が非常に好調でピーク時は年間80億円を売り上げた。
1965年にシスコが「ココナッツサブレ」を発売した。販売元の「シスコ株式会社」は、1991年に日清食品グループ傘下となり「日清シスコ株式会社」と改称した。日清製菓（1）の倒産を経て、現在は「ココナッツサブレ」が広く販売されるが、「不思議なサクサク感」など「バターココナツ」の愛好者も多い。

## 備考
フィリピンの食品大手モンデ・ニッシンは、日清製菓に類似するロゴマークと「Nissin」のブランド名を用い、「バターココナッツ・ビスケット」などのビスケット類を製造・販売している。1994年頃からフィリピンの商標で日清製菓（1）と紛議となった。